# Agdistis delicatulella
Agdistis delicatulella is een vlinder uit de familie van de vedermotten (Pterophoridae). De wetenschappelijke naam van de soort werd in 1917 gepubliceerd door Pierre Chrétien.

## Synoniemen
- Agdistis melitensis Amsel, 1954